# Neoxeniades
Neoxeniades là một chi bướm ngày thuộc họ Bướm nâu.